# Paul Zipser
Paul Viktor Louis Zipser (Heidelberg, 18 febbraio 1994) è un cestista tedesco.

## Caratteristiche tecniche
Di ruolo ala piccola, può giocare anche da ala grande.

## Carriera

### Germania: Heidelberg e Bayern Monaco (2012-2016)
In Germania Zipser ha giocato per poco nell'Heidelberg perché nel 2013 passò al Bayern Monaco.
Coi bavaresi Paul vince il campionato 2013-14.
Il suo meglio Zipser coi bavaresi lo diede nel suo ultimo anno, quando arrivò a essere votato come il miglior giovane cestista tedesco.

### NBA (2016-2018)

#### Chicago Bulls (2016-2018)
Al Draft NBA 2016 viene selezionato dai Chicago Bulls come 48ª scelta del Draft.
Con la maglia dei tori esordisce il 30 ottobre 2016 nella gara interna contro gli Indiana Pacers, vinta dai Bulls 118-101.

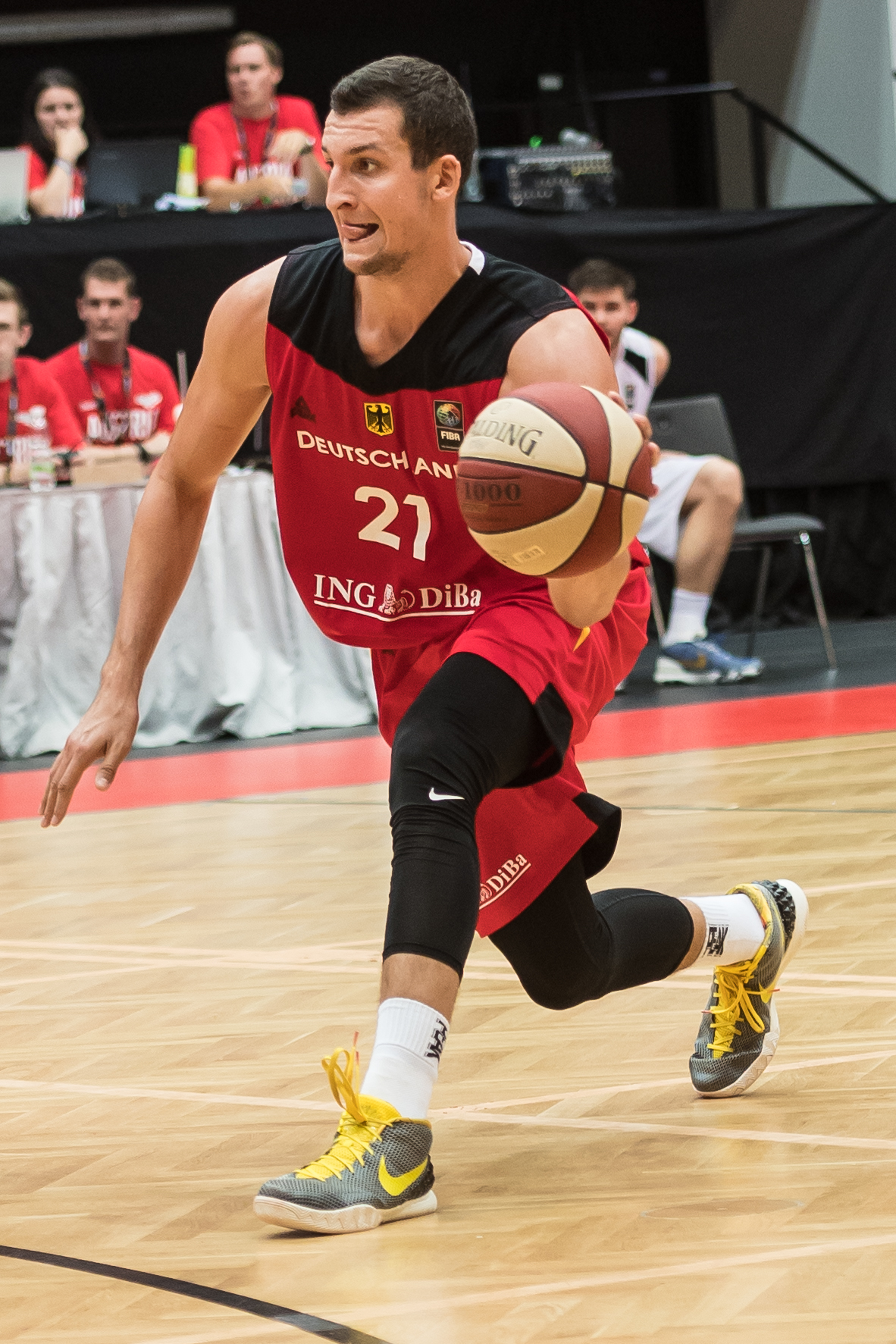
Zipser in azione con la

Il 7 dicembre venne assegnato in D-League agli Windy City Bulls. Venne poi richiamato il giorno successivo dai Chicago Bulls, per poi essere riassegnato agli Windy City Bulls il 10 dicembre. Il 13 gennaio 2017 a sorpresa giocò (per la prima volta in assoluto) da titolare nella sfida giocata al Madison Square Garden di New York contro la squadra locale ovvero i New York Knicks persa dai tori per 104-89; in quella gara Zipser venne impiegato da ala piccola e disputò 34 minuti mettendo a referto 7 punti, 5 rimbalzi e 2 assist. A fine partita, nonostante il risultato, Zipser venne elogiato dal coach dei tori Fred Hoiberg soprattutto per la sua marcatura sulla stella degli avversari (ovvero i Knicks) Carmelo Anthony. Partì titolare anche nelle partite successive, sempre da ala piccola, contro i Memphis Grizzlies e i Dallas Mavericks. Nelle 2 gare successive a quest'ultime, seppur partendo dalla panchina, Zipser andò nuovamente in doppia cifra nei punti segnando 10 punti contro gli Atlanta Hawks e 13 contro i Sacramento Kings. Il 28 gennaio 2017 segnò 14 punti nella gara persa col punteggio di 100-88 in casa contro i Miami Heat. Nella gara successiva giocata in casa e vinta per 121-108 contro i Philadelphia 76ers Zipser segnò 13 punti. In febbraio, a seguito della pausa per l'All-Star Game con le cessioni di Doug McDermott e Taj Gibson e agli Oklahoma City Thunder, Zipser trovò più sempre spazio (anche dopo il suo ritorno da un infortunio subito prima della pausa per l'ASG), diventando, come detto dal coach dei tori Fred Hoiberg, il sesto uomo della squadra soprattutto per le sue capacità di aprire il campo essendo dotato di discreto tiro da 3 punti.
Dopo avere realizzato 15 punti nel successo interno per 117-95 con i Detroit Pistons, Il 3 aprile 2017, nella gara vinta in trasferta (importante per far salire i tori in classifica a est) contro i New Orleans Pelicans col punteggio di 117-110, Zipser (che partì come ala piccola titolare) segnò 6 punti in 31 minuti, rendendosi decisivo con una stoppata a 39 secondi dalla fine sul playmaker avversario Jrue Holiday. Nell'ultima gara della stagione, Zipser contribuì alla schiacciante vittoria dei tori sui Brooklyn Nets col punteggio di 122-73, realizzando il proprio career-high di punti segnandone 21, facendo sì che arrivassero ottavi con un record di 41-41 (pari merito coi Miami Heat ma con il vantaggio negli scontri diretti). Nei playoffs i tori incontrarono i Boston Celtics arrivati primi. In gara-2 Zipser sfoggiò una grande prestazione mettendo a segno 16 punti, contribuendo così alla vittoria dei Bulls per 111-97 che fissò la serie sul 2-0 per i biancorossi. Tuttavia i celtici rimontarono la serie e vinsero 4-2.
L'anno successivo, con i Bulls ridimensionati dagli addii di Dwyane Wade, Rajon Rondo e Jimmy Butler, Zipser giocò una decina di partite in più rispetto all'anno precedente, ma senza impressionare coach Fred Hoiberg, tanto da venire tagliato il 14 luglio. Influì comunque in maniera negativa per lui sul suo rendimento un infortunio al piede per cui si operò nel maggio 2018.

### Ritorno in Europa
Il 17 gennaio 2019 Zipser tornò in Europa firmando sino al termine della stagione con il San Pablo Burgos.
Il 5 agosto 2019 fece ritorno al Bayern Monaco, con cui siglò un contratto biennale.

## Statistiche

### NBA

#### Regular Season
| Anno      | Squadra       | PG | PT | MP   | TC%  | 3P%  | TL%  | RP  | AP  | PRP | SP  | PP  |
| --------- | ------------- | -- | -- | ---- | ---- | ---- | ---- | --- | --- | --- | --- | --- |
| 2016-2017 | Chicago Bulls | 44 | 18 | 19,2 | 39,8 | 33,3 | 77,5 | 2,8 | 0,8 | 0,3 | 0,4 | 5,5 |
| 2017-2018 | Chicago Bulls | 54 | 12 | 15,3 | 34,6 | 33,6 | 73,1 | 2,4 | 0,9 | 0,4 | 0,3 | 4,0 |
| Carriera  | Carriera      | 98 | 30 | 17,0 | 37,1 | 33,5 | 75,8 | 2,6 | 0,8 | 0,4 | 0,3 | 4,7 |

#### Play-off
| Anno     | Squadra       | PG | PT | MP   | TC%  | 3P%  | TL% | RP  | AP  | PRP | SP  | PP  |
| -------- | ------------- | -- | -- | ---- | ---- | ---- | --- | --- | --- | --- | --- | --- |
| 2017     | Chicago Bulls | 6  | 0  | 22,7 | 45,5 | 37,5 | 100 | 3,3 | 0,5 | 0,2 | 0,2 | 7,3 |
| Carriera | Carriera      | 6  | 0  | 22,7 | 45,5 | 37,5 | 100 | 3,3 | 0,5 | 0,2 | 0,2 | 7,3 |

### Eurolega
| Anno      | Squadra       | PG  | PT | MP   | TC%  | 3P%  | TL%  | RP  | AP  | PRP | SP  | PP  |
| --------- | ------------- | --- | -- | ---- | ---- | ---- | ---- | --- | --- | --- | --- | --- |
| 2013-2014 | Bayern Monaco | 5   | 0  | 7,7  | 38,5 | 33,3 | 100  | 1,0 | 0,6 | 0,0 | 0,0 | 4,2 |
| 2014-2015 | Bayern Monaco | 3   | 1  | 12,7 | 50,0 | 50,0 | -    | 1,7 | 0,3 | 0,3 | 0,3 | 3,3 |
| 2015-2016 | Bayern Monaco | 10  | 1  | 15,2 | 63,6 | 27,8 | 100  | 3,1 | 1,2 | 0,4 | 0,7 | 5,3 |
| 2019-2020 | Bayern Monaco | 28  | 8  | 22,1 | 44,1 | 40,3 | 80,0 | 3,4 | 1,2 | 0,5 | 0,4 | 8,5 |
| 2020-2021 | Bayern Monaco | 39  | 6  | 22,0 | 49,6 | 43,8 | 80,5 | 3,0 | 1,1 | 0,7 | 0,3 | 9,1 |
| 2021-2022 | Bayern Monaco | 3   | 0  | 7,1  | 50,0 | 33,3 | -    | 1,7 | 0,0 | 0,3 | 0,0 | 1,7 |
| 2022-2023 | Bayern Monaco | 20  | 5  | 9,5  | 39,1 | 42,4 | 83,3 | 1,1 | 0,1 | 0,4 | 0,1 | 2,8 |
| Carriera  | Carriera      | 108 | 21 | 17,6 | 46,3 | 41,5 | 82,4 | 2,6 | 0,9 | 0,5 | 0,3 | 6,8 |

## Nazionale
Dopo aver giocato Germania under 16 e Germania under 18, con la Germania partecipò a EuroBasket 2015.

## Palmarès
- Campionato tedesco: 1

Bayern Monaco: 2013-2014
- Coppa di Germania: 2

Bayern Monaco: 2020-2021, 2022-2023